# Ziernaht
Als Ziernaht werden ausdrucksstarke Nähte bezeichnet. Es sind meist traditionelle, handwerkliche Details und Zeichen besonderer Produktqualität, die beim Verbinden von Stoffen durch eine Naht angewendet werden. Der Duden definiert die Ziernaht als „verzierte, als Verzierung dienende Naht“. Beim Handnähen oder Sticken erfüllt der Zierstich eine ähnliche Aufgabe.
Bekannte Ziernähte sind Keder-, Kapp-, Stepp- oder Kantennaht. Sie haben den Zweck, eine Fläche optisch zu beleben, indem sie Akzente setzen und Konturen betonen. Die Ziernaht ist auch ein dekoratives Element in der Modeerscheinung sowohl bei der Bekleidung, Hutmode, Schuhwerk als auch bei Sattlerarbeiten der Automobilsitze.